# Gordon Braun
Gordon Braun (25 luglio 1977) è un ex calciatore lussemburghese, di ruolo attaccante.
Anche suo padre Nico è stato un calciatore.

## Carriera

### Nazionale
Ha giocato 34 partite con la nazionale lussemburghese, dal 1998 al 2004.